# Tomaspilka (folyó)
A Tomaspilka (ukránul: Томашпілька) folyó Ukrajna középső részén, a Podóliai-hátságon. A Vinnicjai terület Tulcsini és Tomaspili járásán folyik keresztül.
Jurkivka falu mellett ered és Vila falunál ömlik a Dnyeszter vízrendszeréhez tartozó Ruszava-folyóba, annak bal oldali mellékfolyója. A forrástól először délkeleti, majd délnyugati irányba folyik. Hossza 38 km, vízgyűjtő területe 281 m2. A folyó átlagos esése km-ként 2,4 m. Alsó folyásánál a folyómeder keskeny és mély. A folyó vízét mezőgazdasági célra, öntözésre hasznosítják. A folyó egyes részein duzzasztott.